# ینیشوویتسه (ناحیه یابلونتس ناد نیسوو)

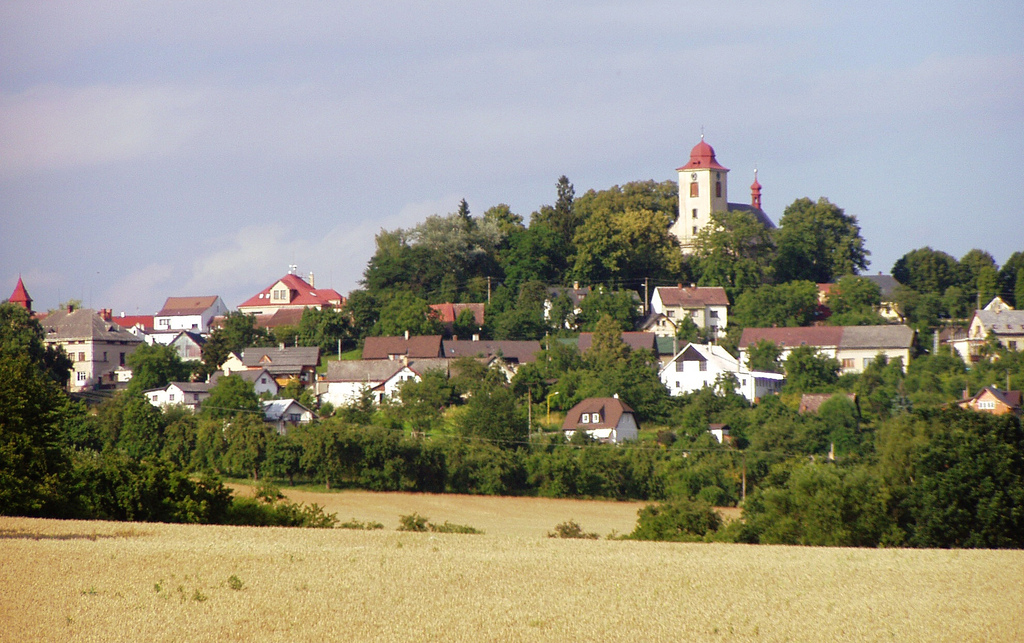
نمایی از شهر ینیشوویتسه

ینیشوویتسه (به چکی: Jenišovice) یک منطقهٔ مسکونی در جمهوری چک است که در ناحیه یابلونتس ناد نیسوو واقع شده‌است.